# Зубринець (пам'ятка природи)
Зубрине́ць — гідрологічна пам'ятка природи місцевого значення в Україні. Об'єкт розташований на території Олександрівського району Кіровоградської області, між селами Любомирка і Триліси. 
Площа 7,1 га. Статус присвоєно згідно з рішенням Кіровоградської обласної ради від 22.01.2010 року № 851. Перебуває у віданні ДП «Олександрівський лісгосп» (Олександрівське лісництво, кв. 48, вид. 1-3). 
Статус присвоєно для збереження невеликого лісового масиву, порізаного глибокими ярами та балками. У пониженнях утворились кілька джерел, які дають початок одному з витоків річки Тясмин (притока Дніпра).